# Rubus occidentalis
Rubus occidentalis là loài thực vật có hoa trong họ Hoa hồng. Loài này được L. miêu tả khoa học lần đầu tiên năm 1753.

## Hình ảnh

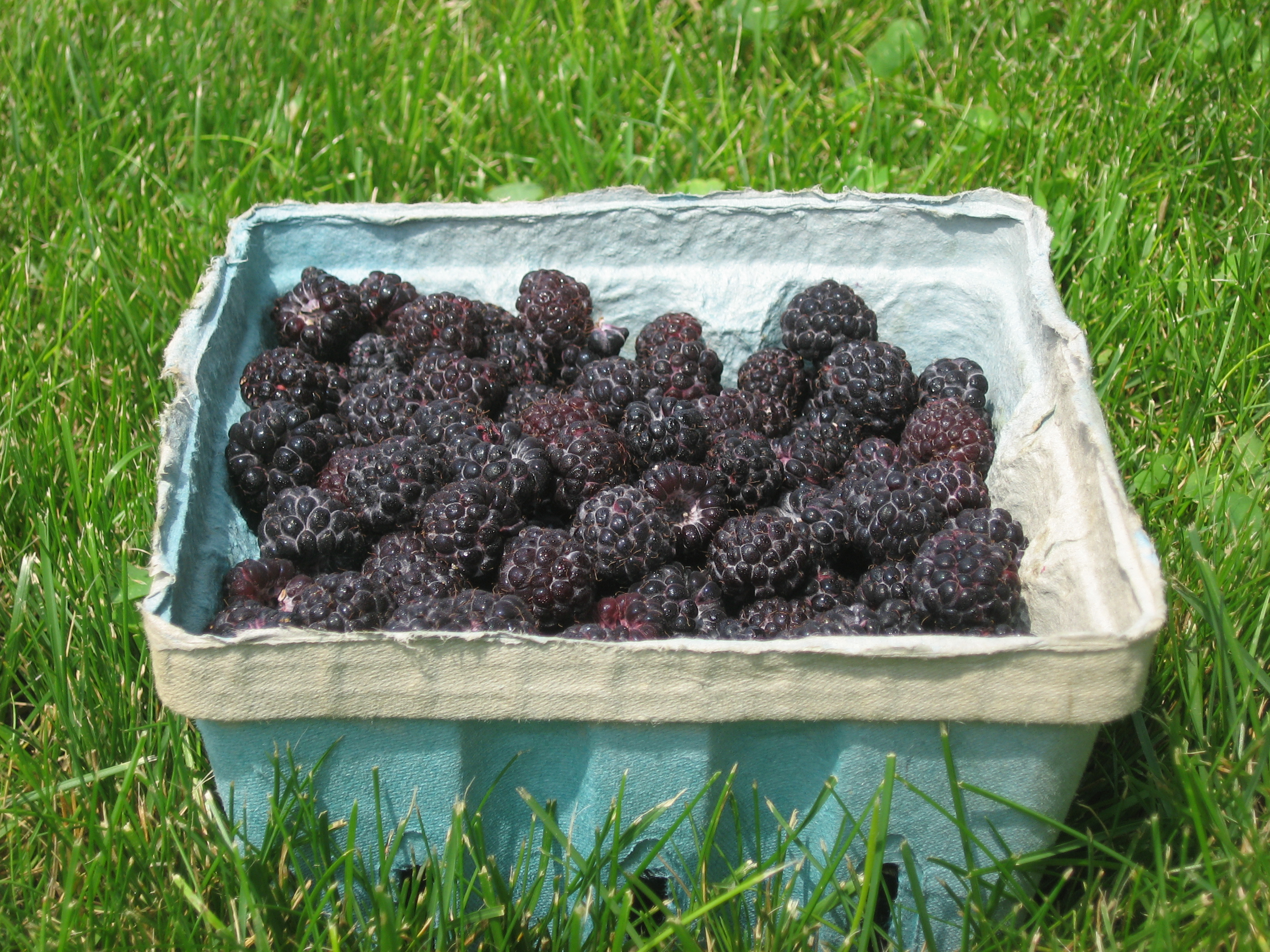
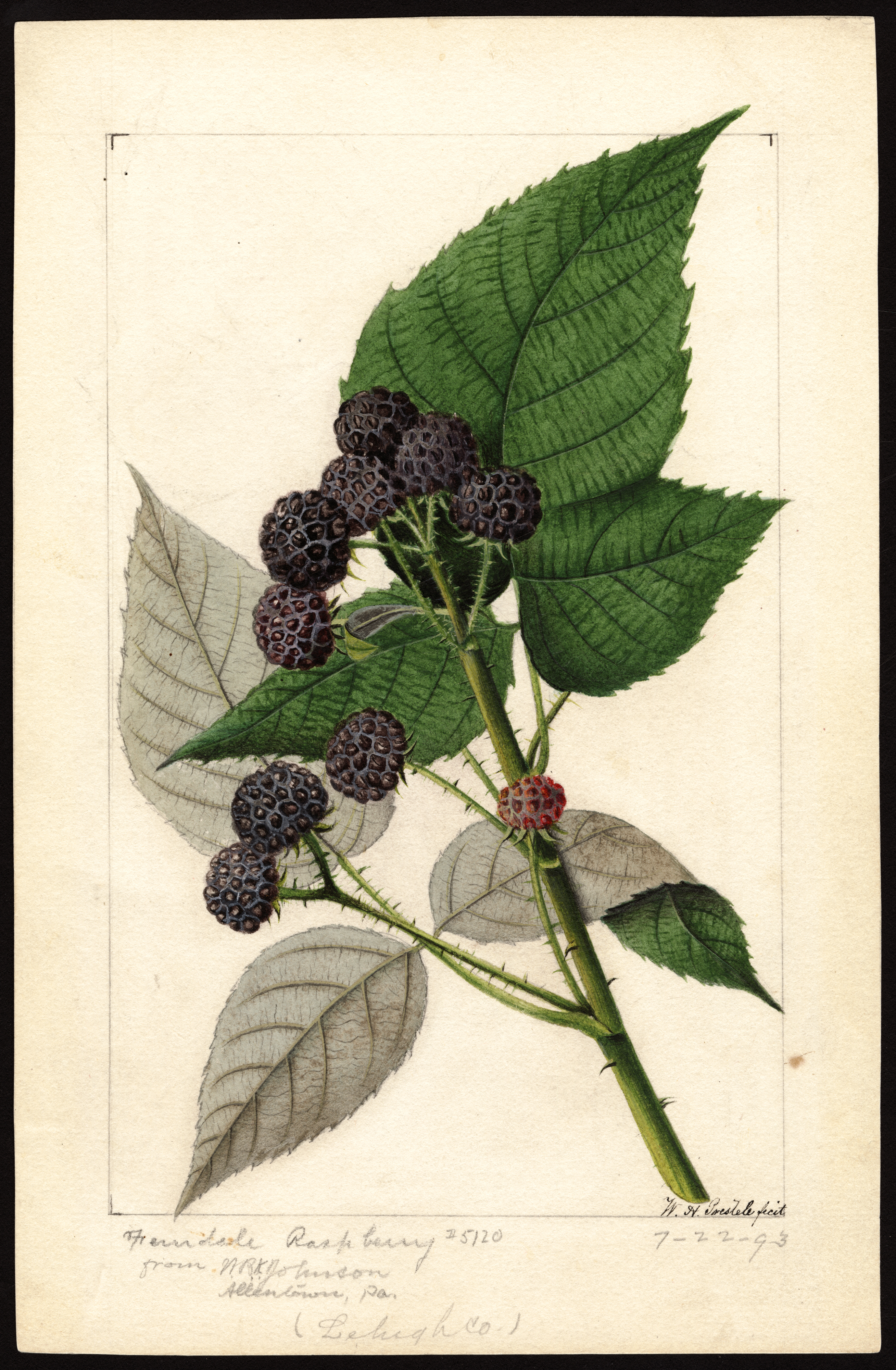
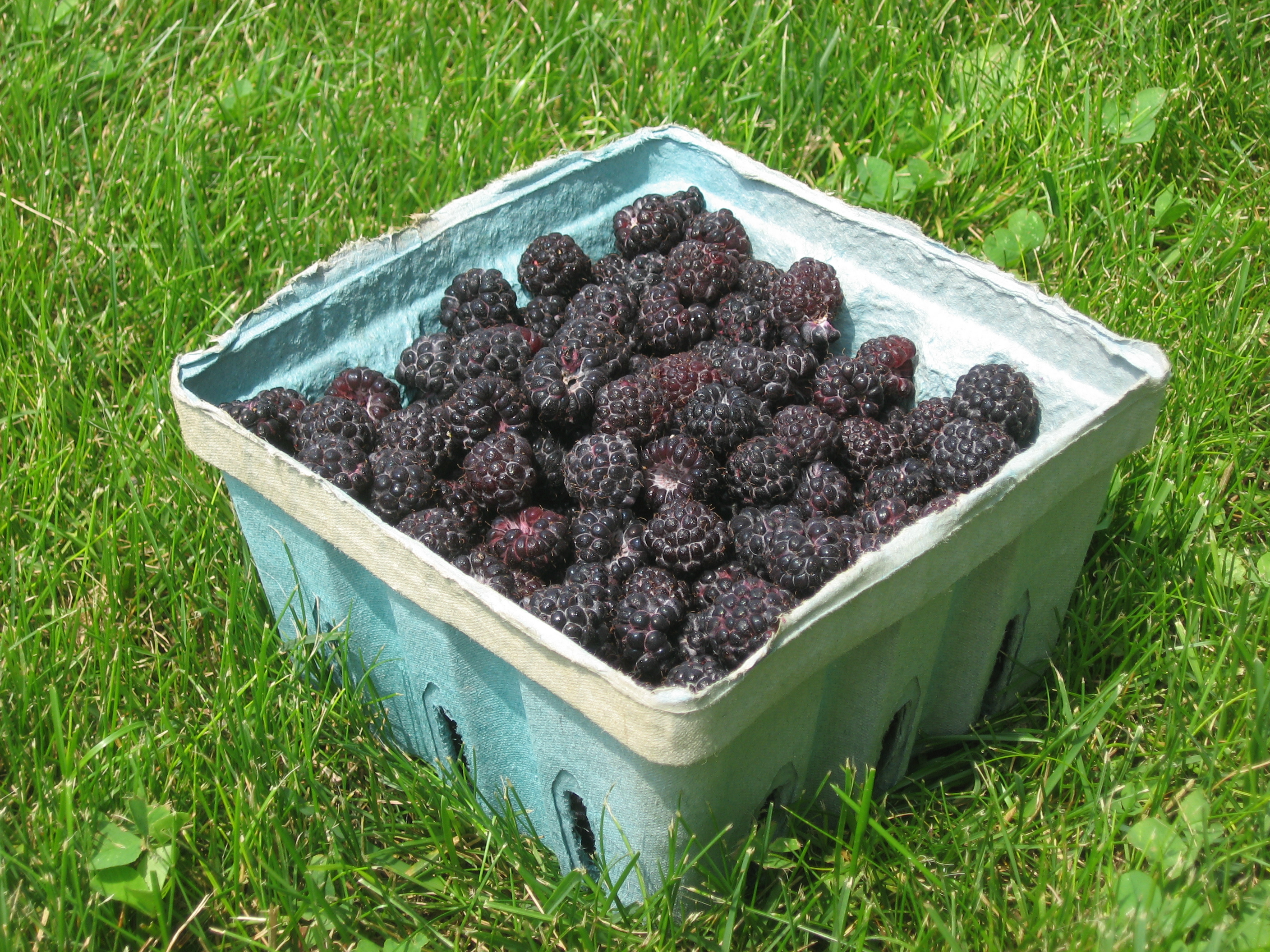